# Nati nel 1917/Febbraio
| Questa pagina contiene informazioni ricavate automaticamente dalle voci biografiche con l'ausilio del template Bio e di un bot. L'aggiornamento è periodico e automatico e ricostruisce completamente la pagina. Se manca una persona in questa lista, sei pregato di non aggiungerla, ma accertati piuttosto che la sua voce biografica contenga il template Bio e che i dati anagrafici siano correttamente compilati. Se il template Bio manca, inseriscilo tu stesso o, in alternativa, metti l'avviso {{tmp\|Bio}} che ne segnala la mancanza. Se i dati riportati sono sbagliati, correggi direttamente la voce biografica; le modifiche saranno visibili in questa lista entro pochi giorni. Per chiarimenti vedi il progetto biografie. La lista contiene solo le 104 persone che sono citate nell'enciclopedia e per le quali è stato implementato correttamente il template Bio. Pagina aggiornata al 10 ago 2025. |

- 1º febbraio - Nick Hashu, cestista statunitense († 2012)
- 1º febbraio - James Harry Lacey, militare e aviatore britannico († 1989)
- 1º febbraio - Wolfried Lier, attore tedesco († 1993)
- 1º febbraio - Liu Baocheng, cestista cinese († 2005)
- 1º febbraio - José Luis Sampedro, scrittore e economista spagnolo († 2013)
- 1º febbraio - Kunitaka Sueoka, calciatore giapponese († 1998)
- 1º febbraio - Zhang Chunqiao, politico, giornalista e critico letterario cinese († 2005)
- 2 febbraio - Uccio Bandello, cantante italiano († 1998)
- 2 febbraio - Mary Ellis, aviatrice britannica († 2018)
- 2 febbraio - Kishan Lal, hockeista su prato indiano († 1980)
- 2 febbraio - Jule Rivlin, cestista e allenatore di pallacanestro statunitense († 2002)
- 2 febbraio - Giuseppe Tontodonati, poeta italiano († 1989)
- 2 febbraio - Đỗ Mười, politico vietnamita († 2018)
- 3 febbraio - Adamello Freschi, calciatore italiano († 2005)
- 3 febbraio - Fanula Papazoglu, storica serba († 2001)
- 3 febbraio - Georgij Evgen'evič Šilov, matematico sovietico († 1975)
- 3 febbraio - Arne Sucksdorff, regista, sceneggiatore e direttore della fotografia svedese († 2001)
- 4 febbraio - Franceska Mann, ballerina polacca († 1943)
- 4 febbraio - Josseline Gaël, attrice francese († 1995)
- 4 febbraio - Fritz Hartnagel, militare e giurista tedesco († 2001)
- 4 febbraio - Yahya Khan, generale e politico pakistano († 1980)
- 5 febbraio - Otto Edelmann, basso austriaco († 2003)
- 5 febbraio - Isuzu Yamada, attrice giapponese († 2012)
- 6 febbraio - Sonny Franzese, mafioso italiano († 2020)
- 6 febbraio - Zsa Zsa Gábor, attrice ungherese († 2016)
- 6 febbraio - Pierre Grelot, teologo, biblista e presbitero francese († 2009)
- 6 febbraio - Aleksandr Ročegov, architetto sovietico († 1998)
- 6 febbraio - Liberato Firmino Sifonia, compositore italiano († 1996)
- 9 febbraio - Joseph Conombo, politico burkinabè († 2008)
- 9 febbraio - Ignazio Vian, militare e partigiano italiano († 1944)
- 10 febbraio - Aleksej Nikolaevič Botjan, militare e agente segreto sovietico († 2020)
- 10 febbraio - Danny Kladis, pilota automobilistico statunitense († 2009)
- 10 febbraio - Musine Kokalari, scrittrice e politica albanese († 1983)
- 10 febbraio - Syria Poletti, scrittrice, saggista e poetessa italiana († 1991)
- 10 febbraio - Raffaele Valenzano, militare e aviatore italiano († 1996)
- 10 febbraio - Maurits Van Herzele, ciclista su strada belga († 1998)
- 10 febbraio - Ida d'Este, partigiana e politica italiana († 1976)
- 11 febbraio - Giuseppe De Santis, regista, sceneggiatore e critico cinematografico italiano († 1997)
- 11 febbraio - Bernard Destremau, tennista, diplomatico e politico francese († 2002)
- 11 febbraio - Jack Neale, calciatore inglese († 1977)
- 11 febbraio - Sidney Sheldon, scrittore, sceneggiatore e regista statunitense († 2007)
- 12 febbraio - Al Cervi, cestista e allenatore di pallacanestro statunitense († 2009)
- 12 febbraio - Joseph Wresinski, presbitero francese († 1988)
- 13 febbraio - Antonio Corzani, partigiano italiano († 1944)
- 13 febbraio - Semën Konstantinovič Kurkotkin, generale sovietico († 1990)
- 13 febbraio - Alain Poiré, produttore cinematografico francese († 2000)
- 13 febbraio - Renato Villoresi, militare e partigiano italiano († 1944)
- 14 febbraio - Beqir Balluku, generale e politico albanese († 1975)
- 14 febbraio - Andrea Baroni, meteorologo, generale e conduttore televisivo italiano († 2014)
- 14 febbraio - Angelo Cabrini, ammiraglio italiano († 1987)
- 14 febbraio - Herbert A. Hauptman, matematico, chimico e cristallografo statunitense († 2011)
- 15 febbraio - Gösta Andersson, lottatore svedese († 1975)
- 15 febbraio - Emilio Bulgarelli, pallanuotista italiano († 1993)
- 15 febbraio - Gregorio Esperón, calciatore e allenatore di calcio argentino († 2000)
- 15 febbraio - Jimmy Hull, cestista e allenatore di pallacanestro statunitense († 1991)
- 15 febbraio - Meg Wyllie, attrice statunitense († 2002)
- 16 febbraio - John Bonica, medico e wrestler statunitense († 1994)
- 16 febbraio - Chung Nam-sik, allenatore di calcio e calciatore sudcoreano († 2005)
- 16 febbraio - Luigi De Laurentiis, produttore cinematografico italiano († 1992)
- 16 febbraio - Pierre Deniker, medico francese († 1998)
- 16 febbraio - George N. Neise, attore statunitense († 1996)
- 17 febbraio - Abdel Rahman Badawi, filosofo e poeta egiziano († 2002)
- 17 febbraio - Liri Gega, partigiana e politica albanese († 1956)
- 17 febbraio - Albert Lester Lehninger, biochimico statunitense († 1986)
- 17 febbraio - Whang-od Oggay, artista filippina
- 17 febbraio - Ioana Radu, cantante rumena († 1990)
- 17 febbraio - Joseph Aloysius Sullivan, funzionario statunitense († 2002)
- 18 febbraio - Philippe Charbonneaux, designer francese († 1998)
- 18 febbraio - Antonio Trevigni, aviatore e militare italiano († 1942)
- 19 febbraio - Federico Curiel, regista, sceneggiatore e attore messicano († 1985)
- 19 febbraio - Carson McCullers, scrittrice e drammaturga statunitense († 1967)
- 19 febbraio - Bart Quinn, cestista statunitense († 2013)
- 19 febbraio - Sankichi Tōge, poeta giapponese († 1953)
- 20 febbraio - Primo Andrighetto, calciatore italiano († 1963)
- 20 febbraio - Louisa Matthíasdóttir, pittrice islandese († 2000)
- 20 febbraio - Rodrigo Ulysses de Carvalho, psichiatra brasiliano († 1980)
- 21 febbraio - Lucille Bremer, attrice e ballerina statunitense († 1996)
- 21 febbraio - Spiro Dalla Porta Xydias, alpinista, scrittore e regista teatrale italiano († 2017)
- 21 febbraio - Tadd Dameron, pianista, compositore e arrangiatore statunitense († 1965)
- 21 febbraio - Otto Kittel, aviatore tedesco († 1945)
- 21 febbraio - Victor Marijnen, politico olandese († 1975)
- 21 febbraio - Oberdan Ussello, calciatore e allenatore di calcio italiano († 2002)
- 21 febbraio - Juan Vallet de Goytisolo, giurista spagnolo († 2011)
- 22 febbraio - Jane Bowles, scrittrice e drammaturga statunitense († 1973)
- 22 febbraio - Gustave Kemp, calciatore lussemburghese († 1948)
- 22 febbraio - Francesco Lojacono, militare e aviatore italiano († 1941)
- 22 febbraio - Guido Magnone, alpinista e scultore francese († 2012)
- 23 febbraio - Antonio Vangelli, pittore italiano († 2003)
- 24 febbraio - Moe Becker, cestista e allenatore di pallacanestro statunitense († 1996)
- 24 febbraio - Aristide Sarti, aviatore italiano († 1945)
- 25 febbraio - Giuseppe Bignami, militare e marinaio italiano († 1942)
- 25 febbraio - Anthony Burgess, scrittore, critico letterario e glottoteta britannico († 1993)
- 25 febbraio - Rex Gordon, scrittore di fantascienza britannico († 1998)
- 25 febbraio - Erhard Jakobsen, politico danese († 2012)
- 25 febbraio - Brenda Joyce, attrice statunitense († 2009)
- 26 febbraio - Robert La Caze, pilota automobilistico francese († 2015)
- 26 febbraio - Hans Mengel, calciatore tedesco († 1941)
- 26 febbraio - Bertil Nordahl, calciatore e allenatore di calcio svedese († 1998)
- 26 febbraio - Robert Taft Jr., politico statunitense († 1993)
- 27 febbraio - John Connally, politico statunitense († 1993)
- 27 febbraio - Emma Fedeli, attrice italiana († 1980)
- 27 febbraio - Mario Sdraulig, calciatore italiano († 1987)
- 28 febbraio - Odette Laure, attrice francese († 2004)
- 28 febbraio - Vittorio Martuscelli, magistrato e politico italiano († 2003)